# Proxima Centauri c
Proxima Centauri c ou simplement Proxima c est une potentielle exoplanète de type super-Terre froide ou bien de type mini-Neptune selon l'importance de son atmosphère, en orbite autour de l'étoile naine rouge Proxima Centauri.

## Caractéristiques
Ce candidat, qui demande à être confirmé, aurait une masse minimale de 5,8 fois la masse de la Terre et une période orbitale d'environ 1900 jours (soit un peu plus de 5 années terrestres), ce qui placerait cette planète à une distance d'environ 1,5 unité astronomique de Proxima, comparable à celle de Mars par rapport au Soleil (une fois et demi la distance Terre-Soleil).
Dans le but de trouver la masse exacte et pour mettre en évidence l'existence de cette planète, les chercheurs doivent combiner la vitesse radiale de l'étoile avec différentes mesures d'astrométrie du satellite Gaia.